# Gare de Zell im Wiesental
La gare de Zell im Wiesental est une gare située à Zell im Wiesental, dans le Bade-Wurtemberg.

## Situation ferroviaire
La gare est située au point kilométrique (PK) 27,16 de la Wiesentalbahn (ligne entre Bâle et Zell im Wiesenthal).